# بئوژیتسه
بئوژیتسه (به لهستانی: Bełżyce) یک شهر و گمینا در لهستان است که در گمینا بوژتسه واقع شده‌است. بیلزیس ۲۳٫۴۶ کیلومتر مربع مساحت و ۶٬۵۹۱ نفر جمعیت دارد.